# Josip II., car Svetog Rimskog Carstva
Josef Benedikt August Johann Anton Michael Adam (Schönbrunn, Beč, 13. ožujka 1741.  – Beč, 20. veljače 1790.), rimsko-njemački car, ugarsko-hrvatski i češki kralj od 1780. do 1790. Josip II. bio je sin Marije Terezije i njezin suvladar od 1765., kada je preminuo njegov otac Franjo Stjepan Lotarinški.
Zapamćen je kao prosvijećeni apsolutist i neuspješni reformator koji je pokušao postići previše različitih stvari u vrlo kratkom vremenu. Također je bio značajni mecena umjetnosti: on je bio vladar kojem su se nastojali svidjeti npr. Mozart, Beethoven i Salieri (čak je dobio kolokvijalni naziv "Kralj Glazbe").
Prema nenjemačkim narodima, Josip II. je provodio opsežan program germanizacije. 

## Životopis do dolaska na vlast
Bio je sin cara Franje Stjepana Lotarinškog i kraljice Marije Terezije, rođen u palači Schönbrunn 13. ožujka 1741. godine. Nakon što mu otac umire 1765., Josip II. (kao najstariji sin) postaje njegov nasljednik i car Svetog Rimskog Carstva, a austrijske nasljedne zemlje, Ugarsku s Hrvatskom, te Češku, nasljeđuje 1780. godine, iako je još od 1765. godine bio majčin suvladar. Premda je nekoliko majčinih reformi inicirano s njegove strane, znalo se da je njegova majka glavna, tako da Josip kao suvladar nije imao previše ovlasti i autoriteta. 

## Vladavina
Po dolasku na vlast, 1780. godine, Josip II. je počeo s brojnim i radikalnim reformama. Kao i njegova majka, držao se načela prosvijećenog apsolutizma, provodeći svoju vladavinu uz stav da vladar treba činiti dobro narodu čak i kada to narod neće, te bez obzira na to što narod ne doživljava da je "dobro" baš ono što vladar dobrim smatra. Makar se za ulogu vladara dugo i temeljito pripremao, nije naučio na razborit način poštovati mišljenje svojih podanika – ni onih najvišeg obrazovanja i društvenog statusa, a pogotovo ne onih s dna socijalne ljestvice. Njegove reforme bile su izrazito radikalne i nepopularne u svim socijalnim slojevima, te su mu donijele velik broj političkih oponenta, što je na koncu rezultiralo povlačenjem gotovo svih reformi. 
Makar je od 1780. godine de facto vladao Ugarskom i Hrvatskom, pravna je valjanost te vlasti bila ozbiljno dovedena u pitanje, jer se nikada nije okrunio krunom sv. Stjepana (što bi bilo analogno situaciji da demokratski izabrani predsjednik odbije dati prisegu; ili češćoj situaciji kada muškarac koji de facto živi sa ženom odbija s njom službeno sklopiti brak). Njegovo odbijanje krunidbe zapravo je bilo u skladu s njegovim reformama i ideji stvaranja jedinstvenog naroda; također i s Josipovim slabo uglađenim karakterom. 
Josip II. je aktivno radio na germaniziranju nenjemačkih naroda u Monarhiji. Ovo je jedan od razloga zbog kojih se odbio kruniti krunom sv. Stjepana, smatrajući kako jedinstveni narod ne bi trebao praviti razlike vezane uz određene obrede koji se tiču samo jednog od sastavnih naroda te cjeline. Taj mu je potez donio veliku nepopularnost među Mađarima i probudio je mađarski nacionalizam.
Već 1781. godine donosi Patent o vjerskoj toleranciji koji je, po prvi puta, omogućio pravu slobodu vjerovanja (bilo je u katoličkim zemljama Monarhije i do tada Židova i protestanata, ali njihov status pravno nije bio zaštićen) i dao je puno veća pravima svim nekatoličkim vjerama; osobito je time bio popravljen status židova, čiji je pravni status čak i u to doba bio mizeran. Iste godine donosi i Patent o ukidanju kmetstva kojim u cijelom austrijskom dijelu Monarhije ukida kmetstvo. Sličan zakon bit će u kolovozu 1785. donesen i za područje Ugarske, a tako je postao važeći i za Hrvatsku, iako će u Hrvatskoj kmetstvo službeno ukinuti tek 25. travnja 1848. ban Josip Jelačić. Ukidanjem kmetstva zamjerio se plemićima koji su mu do tada pružali potporu; a nije osobito usrećio seljake koji su sada umjesto u radu i poljoprivrednim plodovima porez morali plaćati novcem – do kojega je glavnina seljaka nespretnih u trgovanju teško dolazila. Uz to su seljaci bili vrlo nezadovoljni uvođenjem opće vojne obveze. Ranije se seljake uzimalo u vojsku, ako su oni dragovoljno htjeli stupiti u plaćenu vojnu službu. Na gospodarskom se planu držao načela fiziokratizma Françoisa Quesnayja, a kako bi se pokazao kao bolji vladar sam je često znao dolaziti kod seljaka i pomagati prilikom obrade zemlje.
Za njegove vladavine, u Monarhiji je cenzura mnogo manje upotrebljavana nego za vrijeme vladavine njegovih prethodnika na prijestolju.
Uvelike je oslabio moć i autoritet Crkve, te su na njegovom dvoru razrađene politike odnosa države s Crkvom u kojem se sagledavalo Crkvu kao resor državnog aparata, a svećenstvo kao državne službenike. Katolička teologija je ideje na kojima su te politike počivala osudila – pod imenom jozefinizam – kao nepravovjerne (valja imati na umu da su Josip II. i njegovi dvorani bili katolici i naveliko se bavili crkvenim poslovima; pa je sasvim legitimno razmatrati jesu li u svojem katoličanstvu bili pravovjerni). Ukinuo je velik broj samostana diljem Monarhije; novac od (ras)prodaje samostanskih zemljišnih posjeda bi iskoristio za, npr., podizanje državnih škola i državnih zdravstvenih ustanova – koje su zamijenile crkvene institucije što su ih vodili ti samostani; potom je trebalo povećati poreze da bi se financirale državne škole (slično će se činiti i kasnije, nakon Francuske revolucije). Takvim je mjerama oduzeo Crkvi dotadašnju ulogu u obrazovanju (vjeronauk se i nadalje uredno podučavao); među ostalim, ukinuo je 1783. godine Hrvatski kolegij u Beču i pavlinsko sveučilište u Lepoglavi. Ovi potezi lišili su ga potpore svećenstva, tako da je Josip II. u posljednjim godinama vladavine ostao bez ičije potpore u ključnim trenucima.

## Germanizacija
Državna politika zasnivala mu se na stvaranju jedinstvenog naroda i provođenju sustavne germanizacije. Provođenje germanizacije imalo je (za one narode kojima je nametnuta) negativan učinak što se na koncu pokazalo poraznim za cara Josipa II. i dovelo u pitanje stabilnost države i mir među narodima koje je obuhvaćala. Svim je činovnicima dao rok od 3 godine da nauče govoriti njemački jezik. Provođenje ove reforme također se nije pokazalo uspješnim te je Josipu donijelo više neprijatelja nego saveznika posebno u Ugarskoj, Hrvatskoj i Nizozemskoj. 

## Prema kraju vladavine: povlačenje većine reformi
U posljednjim godinama svoje vladavine, Josip ulazi u Dubički rat, manji sukob Monarhije i Osmanlija održan u sklopu Rusko-turskog rata 1787. – 1792. Car nije imao previše uspjeha u tom ratu, zbog čega i jest potražio potporu onih koji su mu nekoć bili odani (plemstvo, Mađari, Crkva). No, naišao je ja odbijanje, odnosno na osvetu jer je svojim reformama pogoršao unutardržavno stanje. Kada je uvidio da mu nitko ne želi pomoći, Josip II. je "kupio" pomoć obećavši kako će povući sve svoje reforme – tada je stigla i pomoć. Josip II., veliki reformator, tako je morao povući sve svoje reforme, izuzev Patenta o vjerskoj toleranciji i Patenta o ukidanju kmetstva. Provodeći većinu vremena na bojištu u Dubičkom ratu, Josip II. se razbolio, te po povratku u Beč umro od posljedica bolesti 20. veljače 1790. godine. Car tako nije doživio kraj rata kojeg je započeo (kao ni Franjo Josip I. stotinjak godina kasnije), a ovaj je završen već sljedeće godine, Svištovskim mirom iz 1791., kojega je potpisao Josipov brat, Leopold II.
U dvama brakovima, s princezama Izabelom Marijom od Bourbon-Parme (ženidbeni savez) i Marijom Josipom od Bavarske (nakon smrti prve supruge, Josip II. se više nije želio ženiti, ali je iz političkih razloga morao stupiti u drugi brak), imao je samo dvije kćeri koje su umrle još kao djevojčice. Naslijedio ga je njegov brat, Leopold II., koji je, povukavši ostatak bratovih reformi, vladao od 1790. do 1792. godine.